# رابرت هومانس
رابرت هومانس (انگلیسی: Robert Homans; ۸ نوامبر ۱۸۷۷ – ۲۸ ژوئیهٔ ۱۹۴۷) بازیگر اهل ایالات متحده آمریکا بود.

## گزیدهٔ فیلم‌شناسی
- خروس
- دلیر
- برای اثبات بی‌گناهی
- آبراهام لینکلن
- دشمن مردم
- زحمت را کم کن
- آن زن به او بد کرد
- معمای موزه موم
- مرد لاغر
- کلید
- تمام شهر حرفش را می‌زنند
- خبرچین
- خشم
- ماری اسکاتلند
- بیا و بگیرش
- خیش و ستارگان (فیلم)
- ستاره‌ای متولد شده‌است
- بن‌بست
- استلا دالاس
- طلا جایی است که شما آن را پیدا می‌کنید
- فرشتگانی با چهره‌های کثیف
- دلیجان
- داج سیتی
- یونیون پاسیفیک
- آقای لینکلن جوان
- خوشه‌های خشم
- جانی آپولو
- ویرجینیا سیتی
- لیلیان راسل
- شاهین مالت
- باد وحشی را درو کن
- در کالیفرنیای قدیم
- مسافرخانه تعطیلات
- جک لندن
- دختر مدل
- بوفالو بیل
- دختر پین‌آپ
- هیچ‌چیز بجز دردسر
- لاغرخان میره خونه
- ساعت
- آنان قابل چشم‌پوشی بودند
- لنگرها را بکشید
- عشق عجیب مارتا ایورس